# South Newbald
South Newbald är en by i civil parish Newbald, i distriktet East Riding of Yorkshire, i grevskapet East Riding of Yorkshire, i England. Byn är belägen 7 km från Market Weighton. South Newbald var en civil parish 1866–1935 när blev den en del av Newbald. Civil parish hade 173 invånare år 1931.